# Adventsfasta
Adventsfasta eller julfasta kallas i kristna kalendern tiden före jul, då den liturgiska färgen är blå eller violett. Liksom den stora fastan (påskfastan), utgör den en förberedelsetid inför den stora högtiden.
Första söndagen i advent har vit liturgisk färg i Svenska kyrkan för att betona glädjen över det nya kyrkoåret; följande veckas färg är dock violett. Inom den Romersk-katolska kyrkan har tredje söndagen i advent, kallad Gaudete-söndagen, rosa liturgisk färg för att betona glädjen inför Herren Jesu Kristi ankomst. Rosa liturgisk färg kan användas på tredje söndagen i advent även i Svenska kyrkan.
Adventsfastan är en period av avhållsamhet och botgöring som utövas av de östortodoxa, orientaliskt ortodoxa och östkatolska kyrkorna, som en förberedelse för Jesu födelse, (25 december).  De motsvarande västerländska förberedelserna inför jul, kallas för Adventsfastan  och Mårtensafton. Den östliga fastan pågår under 40 dagar i stället för fyra (Romersk rit) eller sex veckor (Ambrosiansk rit) och är tematiskt inriktad på förkunnelse och glorifiering av inkarnationen av Gud, medan den västliga advent fokuserar på de två ankomsterna av Jesus Kristus: hans födelse och Kristi återkomst eller Parusi.
Den bysantinska fastan uppmärksammas mellan 15 november-24 december, i sin helhet. Dessa datum tillämpas inom de östortodoxa kyrkorna som använder den reviderade julianska kalendern, som för närvarande[när?] motsvarar den gregorianska kalendern. 
Inom de östortodoxa kyrkorna innebär fastan traditionellt avhållsamhet från rött kött, fågel, köttprodukter, ägg, mejeriprodukter, fisk, olja och vin. Fisk, vin och olja tillåts på lördagar och söndagar, medan olja och vin är tillåtna på tisdagar och torsdagar. Reglerna konstaterar dock strikt att ingen fisk kan ätas mellan 20 och 24 december.
Reglerna för fastan tillåter fisk och/eller vin och olja på vissa festdagar som inträffar under fastan: evangelisten Matteus (16 november), aposteln Andreas (30 november), helgonen Barbara (4 december), Nikolaus (6 december), Spiridon, Herman (12 december), Ignatios (20 december), osv. Adventsfastan är inte lika strikt som Stora fastan eller Guds Moders Avsomnande.